# Vlag van Imbabura

Vlag van Imbabura

De vlag van Imbabura bestaat uit een rood-wit-groene driekleur met een blauwe driehoek aan de hijszijde. In sommige versies wordt het wapen van Imbabura in de vlag geplaatst. De vlag is in gebruik sinds 22 augustus 1957.

Vlag van Imbabura volgens Smith

Volgens Spectrum Vlaggenboek meldt dat de vlag bestaat uit een groen-wit-rode driekleur met een blauwe driehoek aan de vluchtzijde. Deze vlag staat ondersteboven.